# Redding (Connecticut)
Redding és un poble del comtat de Fairfield, a Connecticut, Estats Units d'Amèrica. La població era de 8.270 persones l'any 2000, 2.918 llars, i 2.377 famílies. La densitat de població era de 101,4 persones/km².
Els ingressos mitjans per família eren de 141.609 dòlars. Mark Twain, que hi va viure durant els seus últims anys, va contribuir els primers llibres per la biblioteca pública que ara s'anomena Mark Twain Library en honor seu.